# Nerocila philippensis
Nerocila philippensis es una especie de crustáceo isópodo marino del género Nerocila, familia Cymothoidae. Fue descrita científicamente por Bovallius en 1887.

## Distribución
Esta especie se encuentra en el mar de Filipinas.